# القرن 18
| عقد 1690 | 1690 | 1691 | 1692 | 1693 | 1694 | 1695 | 1696 | 1697 | 1698 | 1699 |
| عقد 1700 | 1700 | 1701 | 1702 | 1703 | 1704 | 1705 | 1706 | 1707 | 1708 | 1709 |
| عقد 1710 | 1710 | 1711 | 1712 | 1713 | 1714 | 1715 | 1716 | 1717 | 1718 | 1719 |
| عقد 1720 | 1720 | 1721 | 1722 | 1723 | 1724 | 1725 | 1726 | 1727 | 1728 | 1729 |
| عقد 1730 | 1730 | 1731 | 1732 | 1733 | 1734 | 1735 | 1736 | 1737 | 1738 | 1739 |
| عقد 1740 | 1740 | 1741 | 1742 | 1743 | 1744 | 1745 | 1746 | 1747 | 1748 | 1749 |
| عقد 1750 | 1750 | 1751 | 1752 | 1753 | 1754 | 1755 | 1756 | 1757 | 1758 | 1759 |
| عقد 1760 | 1760 | 1761 | 1762 | 1763 | 1764 | 1765 | 1766 | 1767 | 1768 | 1769 |
| عقد 1770 | 1770 | 1771 | 1772 | 1773 | 1774 | 1775 | 1776 | 1777 | 1778 | 1779 |
| عقد 1780 | 1780 | 1781 | 1782 | 1783 | 1784 | 1785 | 1786 | 1787 | 1788 | 1789 |
| عقد 1790 | 1790 | 1791 | 1792 | 1793 | 1794 | 1795 | 1796 | 1797 | 1798 | 1799 |
| عقد 1800 | 1800 | 1801 | 1802 | 1803 | 1804 | 1805 | 1806 | 1807 | 1808 | 1809 |

القرن الثامن عشر هو الفترة الزمنية الممتدة من اليوم الأول لعام 1701 إلى اليوم الأخير من عام 1800 حسب التقويم الميلادي.
خلال هذا القرن تَتوّج عصر التنوير بقيام الثورة الفرنسية والثورة الأمريكية فيما بعد. ازداد العلم والفلسفة بشكل بارز. حلم الفلاسفة بعصر أكثر إشراقا. تحول هذا الحلم إلى واقع مع الثورة الفرنسية، على الرغم من التعرض للخطر في وقت لاحق في عهد الإرهاب (1793–1794) من قبل ماكسمليان روبسبير. في البداية، العديد من الممالك في أوروبا اعتنقت أهداف حركة التنوير الفلسفية، ولكن مع الثورة الفرنسية كانوا يخشون فقدان قوتهم وشكلوا تحالفات واسعة للثورة المضادة.

## أحداث

الدولة السعودية الأولى تأسست عام 1744 في الدرعية

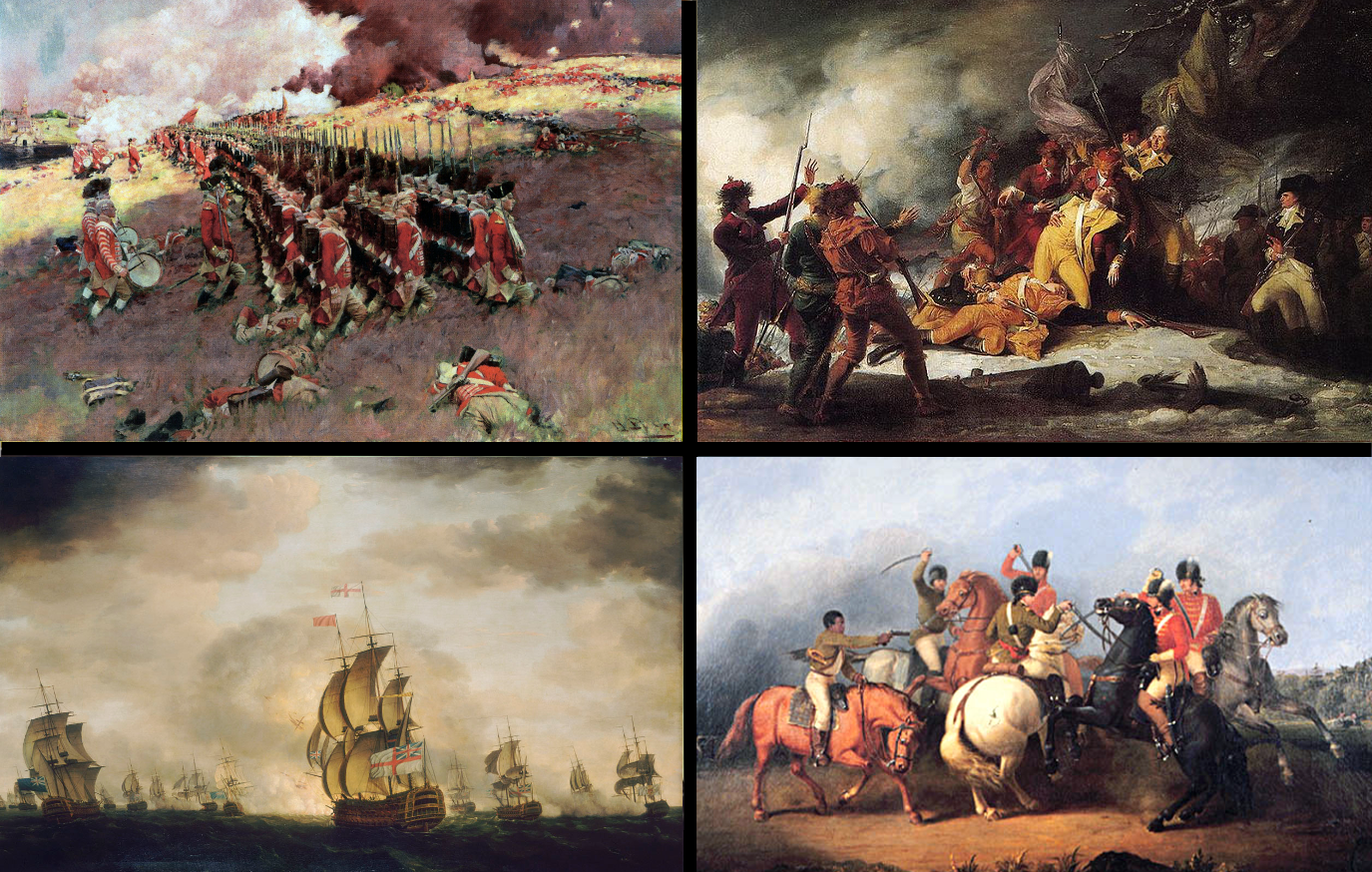
حرب الاستقلال الأمريكية (1775–1783)

الثورة الفرنسية اندلعت في الرابع عشر من يوليو (تموز) عام 1789 وامتدت حتى 1799

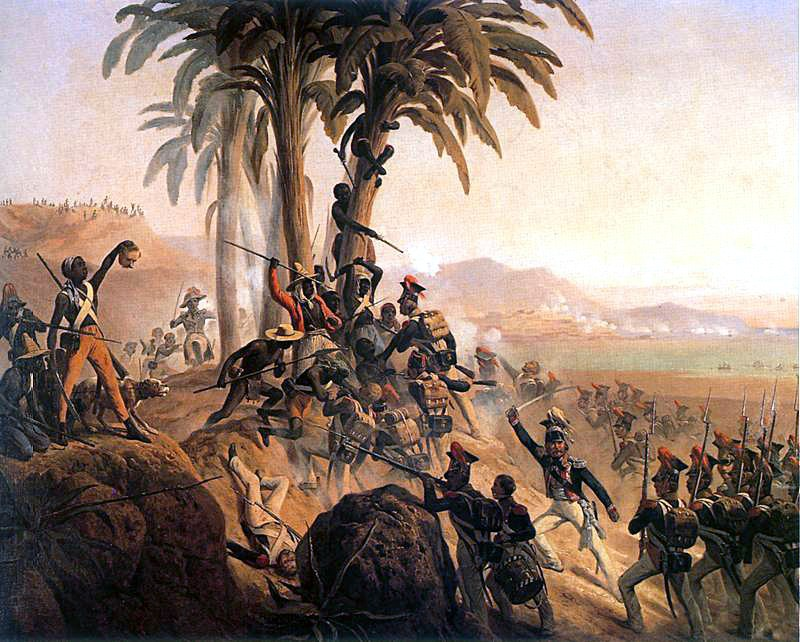
الثورة الهايتية أو ثورة العبيد الهايتيين وقعت ما بين 4 أغسطس 1791 و1 يناير 1804. وهي الثورة الوحيدة في التاريخ التي أدت نتيجتها إلى تأسيس دولة

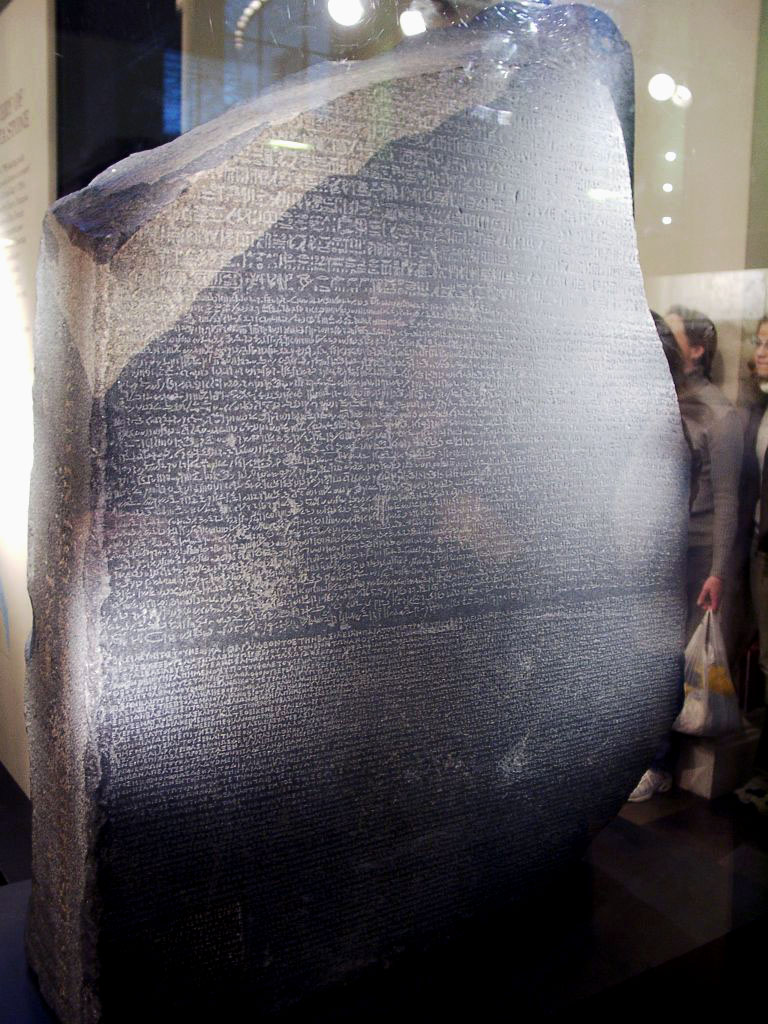
اكتشاف حجر رشيد عام 1799 إبان الحملة الفرنسية على مصر

- 1700 اندلاع حرب الشمال العظمى بهجوم تحالف مكون من روسيا القيصرية والدنمارك- النرويج والكومنولث البولندي اللتواني وساكسونيا ضد الإمبراطورية السويدية للهيمنة على بحر البلطيق نجحت السويد في صد الهجوم وهزيمة الجيش الروسي.
- 1701 وفاة كارلوس الثاني ملك إسبانيا في نوفمبر آخر ملوك سلالة هابسبورغ ورث مملكته فيليب دوق أنجو حفيد لويس الرابع عشر ملك فرنسا باسم فيليب الخامس ملك إسبانيا فاندلعت حرب الخلافة الإسبانية عندما طالب الإمبراطور الروماني ليوبولد الأول بعرش أسبانيا.
- 1701 تحالف إنجلترا وجمهورية هولندا مع الإمبراطورية الرومانية المقدسة في حرب الخلافة الإسبانية ضد فرنسا وإسبانيا لضبط التوسع الفرنسي في أوروبا.
- 1701 نالت آل هوهنتسولرن صفة الملكية لإمارة بروسيا التي شملت كافة أنحاء مقاطعة براندنبورغ حيث توج الأمير الناخب فريدريش الثالث ملكا على عرش مملكة بروسيا باسم فريدريك الأول ملك بروسيا.
- 1701قانون التسوية في إنجلترا: في يونيو، أقر البرلمان الإنجليزي قانون التسوية لعام 1701، والذي استبعد آل ستيوارت الكاثوليك من النظام الملكي البريطاني، ونص على خلافة الأميرة آن وذريتها للملك ويليام الثالث.
- 1702 وفاة ويليام الثالث ملك إنجلترا واسكتلندا وايرلندا في مارس وخلفه آن ملكة إنجلترا وايرلندا.
- 1702 امتدت معارك حرب الخلافة الإسبانية من أوروبا لأمريكا الشمالية وعرفت بين المستوطنين الإنجليز بحرب الملكة آن.
- 1702 خلال حرب الشمال العظمى نجح الجيش السويدي في غزو بولندا.
- 1703 وفاة السلطان العثماني مصطفى الثاني في ديسمبر وخلفه أخوه أحمد الثالث.
- 1705 وفاة الإمبراطور الروماني ليوبولد الأول في مايو وخلفه ابنه يوزف الأول (إمبراطور روماني مقدس).
- 1706 خلال حرب الشمال العظمى سيطرت السويد على بولندا فعزلت فريدرش اغسطس الثاني ملك بولندا التابع لهابسبورغ وتوجت ستانيسلاف الأول تابعا للسويد.
- 1707 وحدت ممالك إنجلترا التي شملت ويلز واسكتلندا لتشكيل مملكة بريطانيا العظمى تشمل جزيرة بريطانيا العظمى بأكملها وجزرها النائية.
- 1709 استعادت روسيا القيصرية السيطرة على بولندا وأعادوا الملك فريدرش اغسطس الثاني وفرّ ستانيسلاف الأول إلى فرنسا.
- 1709 خلال حرب الشمال العظمى رغم تمكن كارل الثاني عشر ملك السويد من تحقيق عدة انتصارات على روسيا القيصرية إلا أنه هزم هزيمة ساحقة في معركة بولتافا باوكرانيا التي قضت على الجزء الأهم من جيشه وأرغمته على الفرار إلى مدينة بندر العثمانية حيث قدم طلباً رسمياً للجوء للسلطان العثماني أحمد الثالث.
- 1710 طارد الجيش الروسي الجيش السويدي داخل الأراضي العثمانية مما اعتبر سبباً للحرب بين روسيا القيصرية والدولة العثمانية.
- 1711 أجبر الجيش العثماني الجيش الروسي على الاستسلام فعرض القيصر الروسي بطرس الأكبر إعادة ميناء آزوف للعثمانيين مقابل السماح له بالانسحاب بجيشه.
- 1711 وفاة الإمبراطور يوزف الأول في أبريل وخلفه شقيقه كارل السادس (إمبراطور روماني مقدس).
- 1713 وفاة فريدريك الأول ملك بروسيا في فبراير وخلفه ابنه فريدرش فيلهلم الأول ملك بروسيا.
- 1713 انتهت حرب الخلافة الإسبانية بتوقيع معاهدة أوترخت التي نصت على بقاء فيليب الخامس ملك إسبانيا ولكنه أزيح من سلسلة خلافة العرش الفرنسي لتجنب حدوث أي اتحاد مستقبلي بين مملكتي إسبانيا وفرنسا ونالت النمسا معظم إقطاعيات إسبانيا في إيطاليا وهولندا.
- 1714 رفض الإمبراطور الروماني كارل السادس معاهدة أوترخت واستمرت الحرب بين فرنسا والنمسا حتى وقعت الدولتان معاهدة راستات.
- 1714 وفاة آن ملكة بريطانيا العظمي وأيرلندا آن في أغسطس وخلفها جورج الأول ملك بريطانيا العظمى وأيرلندا.
- 1714 خلال حرب الشمال العظمى احتل الجيش الروسي فنلندا بعد انتصاره على الجيش السويدي.
- 1715 وفاة لويس الرابع عشر ملك فرنسا في سبتمبر وخلفه حفيده لويس الخامس عشر ملك فرنسا.
- 1715 أعلن العثمانيون الحرب على جمهورية البندقية لاستعادة بلاد المورة وبالفعل تمكن الجيش العثماني من استعادة السيطرة على بلاد المورة.
- 1718 قتل كارل الثاني عشر ملك السويد خلال حرب الشمال العظمى في نوفمبر وخلفه فريدريك الأول وفي عهده تحول نظام الحكم في السويد إلى نظام برلماني بانتقال السلطة من الملك إلى البرلمان وسمي هذا العصر بعصر الحرية.
- 1720 بعد استعادة العثمانيين لبلاد المورة استنجد البنادقة بالنمسا التي سارعت لقتال الجيش العثماني الذي انهزم وأُجبر على توقيع معاهدة باساروفجا التي قضت بإعادة جزيرة كريت للبندقية وتسليم بلغراد ومعظم بلاد الصرب وجزءًا من الأفلاق للنمسا وأن تظل البندقية مسيطرة على سواحل دلماسيا مقابل عودة بلاد المورة للعثمانيين.
- 1721 تقلصت السلطات الملكية في عهد جورج الأول ملك بريطانيا العظمى وأيرلندا وبدأت بريطانيا الانتقال لنظام مجلس الوزراء الحديث يقوده روبرت والبول  أول رئيس وزراء فعلي لبريطانيا.
- 1721 بعد هزيمة السويد انهت معاهدة نيستاد حرب الشمال العظمى وبموجبها استحوذت روسيا على استونيا وليفونيا وإيجريا وأجبرت السويد على التخلي عن مساحات كبيرة من الأراضي وبالتالي فقدت مكانتها كإمبراطورية مهيمنة على  بحر البلطيق وبرزت  الإمبراطورية الروسية كواحدة من أمم أوروبا العظمى.
- 1722 اندلعت الحرب الروسية الصفوية في محاولة لتوسيع النفوذ الروسي في بحر قزوين ومنع الدولة العثمانية من تحقيق أي مكاسب في المنطقة على حساب الدولة الصفوية الضعيفة انتهت الحرب بهزيمة الصفويين وتنازلهم عن الكثير من أراضيهم في القوقاز شمال بلاد فارس لروسيا.
- 1725 وفاة القيصر الروسي بطرس الأكبر في فبراير وخلفه زوجته كاثرين الأولى.
- 1725 وفاة جورج الأول ملك بريطانيا العظمى وايرلندا في يونيو وخلفه ابنه جورج الثاني ملك بريطانيا العظمى وأيرلندا.
- 1727 وفاة الإمبراطورة الروسية كاثرين الأولى في مايو وخلفها حفيدها بطرس الثاني في الثانية عشر من عمره.
- 1730 وفاة القيصر الروسي بطرس الثاني في يناير وخلفه آنا إيفانوفنا.
- 1730 لتعويض ماخسروه في أوروبا اتجه العثمانيون شرقا نحو الدولة الصفوية فاحتلوا أرمينيا وجورجيا وبسبب رغبة السلطان العثماني أحمد الثالث في عقد السلم بين الطرفين ثارت الإنكشارية التي أرادت استمرار الحرب وعزلوا السلطان وخلفه ابن اخيه محمود الاول.
- 1733 وفاة فريدرش اغسطس الثاني ملك بولندا في فبراير فاندلعت حرب الخلافة البولندية بين ابنه أغسطس الثالث ملك بولندا المدعوم من روسيا وهابسبورغ والملك السابق ستانيسلاف الأول المدعوم من فرنسا.
- 1735 أعلنت الإمبراطورية الروسية والنمسا الحرب على بولندا وقامت روسيا باحتلال بولندا.
- 1738 رغبت فرنسا التحالف مع الدولة العثمانية لإنقاذ بولندا من كل من النمسا وروسيا لكن أرضت النمسا فرنسا بمعاهدة فيينا التي أنهت حرب الخلافة البولندية بتتويج حليف روسيا وهابسبورغ أغسطس الثالث ملك بولندا مقابل دوقية لورين ستانيسلاف الأول حليف فرنسا وتؤول إلى فرنسا بعد وفاته.
- 1739 اندلعت الحرب بين الإمبراطورية الروسية والدولة العثمانية فتمكن العثمانيون من وقف تقدم الروس في إقليم البغدان كما أوقفوا تقدم النمسا في البوسنة والصرب والأفلاق.
- 1739 انتصر الجيش العثماني على جيش النمسا التي انسحبت من الحرب وطلبت الصلح عن طريق فرنسا وتم توقيع معاهدة صلح في بلغراد تنازلت فيه النمسا عن بلغراد وعن بلاد الصرب والأفلاق وتعهدت روسيا بعدم بناء سفن في البحر الأسود وهدم قلاع ميناء آزوف.
- 1740 وفاة فريدرش فيلهلم الأول ملك بروسيا في مايو وخلفه ابنه فريدرش الثاني
- 1740 وفاة الإمبراطورة الروسية آنا إيفانوفنا في أكتوبر وخلفها ابن اختها ايفان السادس في عمر الشهرين تحت وصاية والدته آنا ليوبولدوفنا.
- 1740 بعد وفاة الإمبراطور الروماني كارل السادس في أكتوبر أصبحت ابنته ماريا تريزا وريثة له كملكة على المجر وكرواتيا وبوهيميا وأرشيدوقة على النمسا حسب مرسوم الضمان الوراثي الذي أصدره الإمبراطور كارل السادس قبل وفاته.
- 1740 خرق فريدرش الثاني ملك بروسيا مرسوم الضمان الوراثي معارضا حكم ماريا تريزا وغزا سيليزيا لتندلع حرب الخلافة النمساوية.
- 1741 أطيح بالقيصر الروسي الطفل إيفان السادس في ديسمبر وتولت إليزابيث إمبراطورة روسيا.
- 1743 أعلنت السويد الحرب علي الإمبراطورية الروسية في محاولة لاستعادة الأراضي التي فقدتها في حرب الشمال العظمى ولكنها انتهت باحتلال روسيا لفنلندا.
- 1744 تأسيس الدولة السعودية الأولى (إمارة الدرعية الكبرى)، على يد الأمير محمد بن سعود الأول والشيخ محمد بن عبد الوهاب.
- 1745 انتخب فرانز ستيفن زوج ماريا تيريزا إمبراطوراً  لالإمبراطورية الرومانية المقدسة  باسم فرانسيس الأول.
- 1746 وفاة فيليب الخامس ملك إسبانيا في يوليو وخلفه ابنه فرناندو السادس ملك إسبانيا.
- 1748 انتهت حرب الخلافة النمساوية بمعاهدة اخن وبموجب هذه المعاهدة فقدت ماريا تيريزا مقاطعة سيليزيا الغنية لفريدرش الثاني ملك بروسيا.
- 1751 وفاة فريدريك الأول ملك السويد وخلفه أدولف فريدريك.
- 1756 اندلعت حرب السنوات السبع بين مملكة بروسيا والنمسا من أجل السيطرة على ألمانيا. تدخلت بريطانيا لجانب بروسيا وفرنسا لجانب النمسا كان تدخل بريطانيا وفرنسا من أجل السيطرة على مستعمرات أمريكا الشمالية.
- 1759 وفاة فرناندو السادس ملك إسبانيا في أغسطس وخلفه أخوه كارلوس الثالث ملك إسبانيا.
- 1760 وفاة جورج الثاني ملك بريطانيا العظمى وايرلندا في أكتوبر وخلفه حفيده جورج الثالث.
- 1761 وفاة إليزابيث إمبراطورة روسيا في ديسمبر وخلفها ابن شقيقتها بيتر الثالث.
- 1762 أطاحت كاترين بزوجها القيصر الروسي بيتر الثالث في يونيو وتوجت باسم كاترين الثانية إمبراطورة روسيا. انتعشت روسيا انتعاشًا كبيرًا في ظل الحُكم الكاتريني فتوسعت أراضي الإمبراطورية الروسية على حساب جيرانها وازدادت قوتها العسكرية حتى اضطرت أوروبا للاعتراف بها كقوة عُظمى.
- 1763 وفاة أغسطس الثالث ملك بولندا وانتخب خلفه ستانيسواف أغسطس بونياتوفسكي.
- 1763 انتهت حرب السنوات السبع بعقد معاهدة باريس (1763) حيث ثبتت الحرب مركز مملكة بروسيا كدولة عظمى وبقيت سيليزيا تحت الحكم الروسي وحسمت النزاع بين فرنسا وبريطانيا التي أصبحت الدولة الاستعمارية الكبرى في العالم على حساب فرنسا التي فقدت معظم مستعمراتها في أمريكا الشمالية والهند لبريطانيا.
- 1765 وفاة الإمبراطور الروماني فرانسيس الأول في أغسطس وخلفه ابنه جوزيف الثاني.
- 1769 اندلعت الحرب بين الإمبراطورية الروسية والدولة العثمانية مجددا بسبب اجتياح روسيا لبولندا وقيام الرهبان الروس بإثارة الفتنة في الصرب وبلغاريا والجبل الأسود. ولم يكن القادة العثمانيين على قدر من الكفاءة فلحقت بهم الهزائم المتتالية واستولى الروس على بلاد القرم.
- 1771 وفاة أدولف فريدريك ملك السويد في فبراير وخلفه ابنه غوستاف الثالث الذي انقلب على نظام الحكم البرلماني وأعاد السلطة بيد الملك.
- 1772 قامت كل من الإمبراطورية الروسية ومملكة بروسيا وملكية هابسبورغ بتقسيم أراضي الكومنولث البولندي الليتواني بينهم لتوسيع نفوذهم إقليميا فيما يسمى تقاسم بولندا الأول.
- 1774 وفاة السلطان العثماني مصطفى الثالث في يناير وخلفه أخوه السلطان عبد الحميد الأول الذي طلب الصلح من روسيا.
- 1774 عقد معاهدة كيتشوك كاينارجي بين الإمبراطورية الروسية والدولة العثمانية وبمقتضى هذه المعاهدة الجائرة انفصلت خانية القرم عن الدولة العثمانية ومنح الأفلاق والبغدان الاستقلال الذاتي تحت السيادة العثمانية مع إعطاء روسيا حق التدخل في اختيار حكامها كما أعطت لروسيا حق رعاية السكان الأرثوذكس الذين يعيشون في البلاد العثمانية.
- 1774 وفاة لويس الخامس عشر ملك فرنسا في مايو وخلفه حفيده لويس السادس عشر ملك فرنسا.
- 1775 اندلعت حرب الإستقلال الأمريكية بين بريطانيا العظمي ومستعمراتها الثلاثة عشر في أمريكا.
- 1776 قاد جورج واشنطن جيش المتطوعين بدعم من الجيش الفرنسي في حرب الإستقلال الأمريكية وأعلن الأستقلال في 4 يوليو  من قبل ممثلي الولايات المتحدة الأمريكية خلال مؤتمر فيلادلفيا الثالث.
- 1783 انتهت حرب الإستقلال الأمريكية بمعاهدة باريس (1783) التي صدقت على استقلال الولايات المتحدة الأمريكية.
- 1786 وفاة فريدرش الثاني ملك بروسيا في أغسطس وخلفه ابن اخيه فريدرش فيلهلم الثاني ملك بروسيا.
- 1788 وفاة كارلوس الثالث ملك إسبانيا في ديسمبر وخلفه ابنه الملك كارلوس الرابع ملك إسبانيا.
- 1789 تحالفت الإمبراطورية الروسية مع ملكية هابسبورغ ضد الدولة العثمانية احتلت الجيوش النمساوية صربيا واحتلت روسيا بساربيا ورومانيا.
- 1789 وفاة السلطان العثماني عبد الحميد الأول في أبريل وخلفه ابن اخيه سليم الثالث الذي أمر الجيوش بالتوجه نحو النمسا ولكن الجيوش العثمانية هزمت في معركة يوزا.
- 1789 اندلعت الثورة الفرنسية على لويس السادس عشر ملك فرنسا بسبب الفقر والأزمة الاقتصادية، حيث اقتحم الفرنسيون سجن الباستيل وعزلوا الملك وتوج ابنه لويس السابع عشر وتم إلغاء الملكية المطلقة وأصبحت فرنسا ملكية دستورية.
- 1790 وفاة الإمبراطور الروماني جوزيف الثاني في فبراير وخلفه أخوه ليوبولد الثاني.
- 1791 تبنى الكومنولث البولندي الليتواني جهود إصلاح ضخمة وكتب دستور مايو (أول دستور مكتوب في التاريخ الاوروپي المعاصر).
- 1792 عارض نبلاء بولنديون وليتوانيون الدستور الجديد وأنشؤوا كونفدرالية تارغوويكا في سانت بطرسبرج بدعم من الإمبراطورة الروسية كاترين الثانية.
- 1792 اندلعت الحرب الروسية البولندية بين  الكومنولث البولندي الليتواني من جهة وكونفدرالية تارغوويكا والإمبراطورية الروسية انتهت الحرب عندما قرر الملك البولندي ستانيسواف أغسطس اللجوء لحل دبلوماسي طلب فيه وقف إطلاق النار مع الروس وانضم إلى كونفدرالية تارغوويكا كما طلبت الإمبراطورية الروسية ذلك منه.
- 1792 خشية تطورات الثورة الفرنسية عقدت ملكية هابسبورغ معاهدة زشتوي التي نصت على إعادة صربيا إلى الدولة العثمانية وعقدت الإمبراطورية الروسية معاهدة ياش وفيها خسرت الدولة العثمانية آزوف وبساربيا وبلاد القرم ولكنها استردت اوزي ورومانيا.
- 1792 نتيجة لاستمرار العنف والاضطرابات السياسية في فرنسا عزل الملك لويس السابع عشر وأعلنت الجمهورية الفرنسية الأولى.
- 1792 وفاة الإمبراطور الروماني ليوبولد الثاني في مارس وخلفه ابنهفرانتس الثاني (إمبراطور روماني مقدس).
- 1792 نجح قادة حزب الجبل الفرنسي بقيادة روبسبير في تهميش حزب الجيرونديون والسيطرة على الحكم واتسم حكمهم بالعنف السياسي وإعدام المعارضين حتى سمي عهد الإرهاب.
- 1792 تحالفت دول أوروبا ضد الثورة الفرنسية خشية تصدير الثورة لبلدانهم ولكن استطاع الجيش الفرنسي صد هجوم تحالف يقوده بروسيا والنمسا. أعدمت الحكومة الثورية الفرنسية لويس السادس عشر ملك فرنسا السابق بعد محاكمة علنية فانضمت إسبانيا والبرتغال للتحالف المكون ضد فرنسا.
- 1792 أعلنت الجمهورية الفرنسية الأولى الحرب على بريطانيا العظمى والجمهورية الهولندية وقد أعدت فرنسا مئات الآلاف من الرجال عن طريق استخدام سياسة التجنيد الشامل واستطاع الجيش الفرنسي احتلال بلجيكا ومنطقة الراين في ألمانيا.
- 1793 التقسيم الثاني لبولندا أقره البرلمان البولندي في محاولة لمنع الضم الكامل لصالح المستفيدين وهم الإمبراطورية الروسية ومملكة بروسيا.
- 1794 قاد تاديوش كوسيوسكو قائد عسكري بولندي انتفاضة شعبية في بولندا ضد الإمبراطورية الروسية حتى تم القبض عليه.
- 1795 بعد هزيمة الانتفاضة الشعبية في بولندا تم التقسيم الثالث لبولندا الذي أنهى وجود الكومنولث البولندي الليتواني المستقل.
- 1795 اندلعت الثورة في الجمهورية الهولندية بمساعدة الجيش الفرنسي وإنشاء الجمهورية الباتافية تابعة لفرنسا.
- 1795 بعد تفشي حالات القمع والإعدام للمعارضين بحجة حماية الثورة تم إزاحة حزب الجبل الفرنسي من السلطة وإعدام روبسبير وتشكلت حكومة المديرين من قبل الجمهوريين المعتدلين لقيادة الدولة الفرنسية.
- 1796 وفاة الامبراطورة الروسية كاترين الثانية في نوفمبر وخلفها ابنها القيصر بافل الاول.
- 1797 أرسلت الحكومة الثورية في فرنسا جيش بقيادة نابليون بونابرت لغزو إيطاليا وسويسرا وبالفعل احتل أجزاء كبيرة من إيطاليا وتم إنشاء الجمهورية الألبية كدولة دمية تابعة لفرنسا.
- 1797 وفاة فريدرش فيلهلم الثاني ملك بروسيا في نوفمبر وخلفه ابنه فريدرش فيلهلم الثالث ملك بروسيا.
- 1798 أبحر القائد الفرنسي نابليون بونابرت  من مالطا إلى الإسكندرية في مصر واستطاع هزيمة الدولة المملوكية واحتلال مصر مما كان سببا في انهيار الصداقة الفرنسية العثمانية التي قامت من عهد السلطان العثماني سليمان القانوني.
- 1798 نظمت بريطانيا العظمي والنمسا تحالف  جديد ضد الجمهورية الفرنسية الأولى وضم لأول مرة الإمبراطورية الروسية.
- 1799 استعادت النمسا سيطرتها على شمال إيطاليا مرة أخرى.
- قام القائد الفرنسي نابليون بونابرت بعزل حكومة المديرين وأنشأ بدلاً منها حكومة القناصل وتقلّد هو بنفسه منصب القنصل الأول.

## الأدب
- ترجمة الروايات القوطية في القرن الثامن عشر
- المرأة الأديبة